# Cowiea
Cowiea es un género con dos especies de plantas con flores perteneciente a la familia Rubiaceae. 

## Especies
- Cowiea borneensis
- Cowiea philippinensis